# Birsk
Birsk (rusky Бирск, baškirsky Бөрө) je město v Baškortostánu v Ruské federaci. Při sčítání lidu v roce 2010 měl zhruba jednačtyřicet tisíc obyvatel.

## Poloha
Birsk leží v jižním předhůří Uralu na řece Belaji, přítoku Kamy v povodí Volhy. Od Ufy, hlavního města republiky, je vzdálen přibližně sto kilometrů severně.

## Dějiny
Birsk byl založen v roce 1663 jako opevněné sídlo na místě starší zničené vesnice Alexandrovskoje. V roce 1774 byl dobyt a zničen povstalci vedenými Salavatem Julajevem, ale pak byl znovu vystavěn.
Od roku 1781 je městem.

### Rodáci
- Danil Sergejevič Lysenko (* 1997), výškař